# Raków (gromada w powiecie jędrzejowskim)
Raków – dawna gromada, czyli najmniejsza jednostka podziału terytorialnego Polskiej Rzeczypospolitej Ludowej w latach 1954–1972.
Gromady, z gromadzkimi radami narodowymi (GRN) jako organami władzy najniższego stopnia na wsi, funkcjonowały od reformy reorganizującej administrację wiejską przeprowadzonej jesienią 1954 do momentu ich zniesienia z dniem 1 stycznia 1973, tym samym wypierając organizację gminną w latach 1954–1972.
Gromadę Raków z siedzibą GRN w Rakowie utworzono – jako jedną z 8759 gromad na obszarze Polski – w powiecie jędrzejowskim w woj. kieleckim, na mocy uchwały nr 13b/54 WRN w Kielcach z dnia 29 września 1954. W skład jednostki weszły obszary dotychczasowych gromad Raków, Kulczyzna, Wolica, Borki, Gozna i Podlaszcze (bez kolonii Ignacówka) ze zniesionej gminy Raków w tymże powiecie. Dla gromady ustalono 16 członków gromadzkiej rady narodowej.
31 grudnia 1961 do gromady Raków przyłączono obszar zniesionej gromady Jasionna.
31 grudnia 1962 z gromady Raków wyłączono kolonię Rajchotka włączając ją do gromady Imielno w tymże powiecie.
1 stycznia 1969 do gromady Raków przyłączono wieś Brus ze zniesionej gromady Mokrsko Dolne.
Gromada przetrwała do końca 1972 roku, czyli do kolejnej reformy gminnej.